# أولاف شولتس
أولاف شولتس (بالألمانية: Olaf Scholz) (مواليد 14 يونيو 1958 في أوسنابروك) سياسي ألماني، ومستشار ألمانيا من 8 ديسمبر 2021، وحتى 6 مايو 2025، كان مرشح الحزب الديمقراطي الاجتماعي الألماني (SPD) في الانتخابات الفيدرالية لعام 2021 ، تولى في 14 مارس 2018 منصبي الوزير الاتحادي للشؤون المالية ونائب مستشار ألمانيا في حكومة ميركل الرابعة. كما شغل منصب عمدة مدينة هامبورغ من 7 مارس 2011 إلى 13 مارس 2018. وهو عضو في البوندستاغ من عام 1998 إلى عام 2001، ومرة أخرى من عام 2002 إلى عام 2011، شغل شولتس سابقاً منصب وزير الداخلية في مدينة هامبورغ من مايو إلى نوفمبر 2001. وقد شغل منصب الوزير الاتحادي للعمل والشؤون الاجتماعية من 2007 إلى 2009 وزعيم الحزب الديمقراطي الاجتماعي في هامبورغ من 2000 إلى 2004 ومرة أخرى منذ عام 2009.
شولتس محامٍ استدعته نقابة المحامين عام 1985، متخصصاً في قانون العمل والتوظيف. أصبح عضوًا في الحزب الاشتراكي الديمقراطي في السبعينيات وكان عضوًا في البوندستاغ من 1998 إلى 2011. خدم في حكومة هامبورغ تحت إشراف العمدة الأول أورتوين روند في عام 2001، قبل انتخابه أمينًا عامًا للحزب الاشتراكي الديمقراطي في عام 2002، وعمل إلى جانب زعيم الحزب الاشتراكي الديمقراطي والمستشار غيرهارد شرودر. بعد تنحيه عن منصب السكرتير العام في عام 2004، أصبح رئيسًا لحزبه في البوندستاغ، ثم انضم لاحقًا إلى حكومة ميركل الأولى في عام 2007 وزيراً للعمل والشؤون الاجتماعية. بعد أن ترك الحزب الاشتراكي الديمقراطي الحكومة بعد انتخابات عام 2009، عاد شولتس لقيادة الحزب الاشتراكي الديمقراطي في هامبورغ، وانتخب أيضًا نائبًا لقائد الحزب الاشتراكي الديمقراطي. قاد حزبه للفوز في انتخابات ولاية هامبورغ عام 2011، وأصبح أول عمدة، وشغل هذا المنصب حتى عام 2018.
بعد دخول الحزب الاشتراكي الديمقراطي حكومة ميركل الرابعة في عام 2018، عين شولتس وزيرا للمالية ونائبا للمستشار الألماني. في عام 2019، سعى شولتس إلى تذكرة مشتركة مع الممثلة السابقة لولاية براندنبورغ كلارا جيويتز للقيادة المزدوجة التي قدمت حديثًا للحزب الاشتراكي الديمقراطي. على الرغم من فوزهما بأكبر عدد من الأصوات في الجولة الأولى، فقد خسر الثنائي بنسبة 45٪ من الأصوات في جولة الإعادة التي أعقبت ذلك للفائزين نوربرت والتر بورجانس وساسكيا إسكن. وبعد ذلك استقال من منصب نائب القائد.
بصفته مستشارًا، أشرف شولتس على رد ألمانيا على الغزو الروسي لأوكرانيا. وعلى الرغم من إعطائه ردًا متحفظًا وخجولًا مقارنة بالعديد من القادة الغربيين الآخرين، أشرف شولتس على زيادة كبيرة في ميزانية الدفاع الألمانية وشحنات الأسلحة إلى أوكرانيا وتم تعليق خط أنابيب نورد ستريم 2. وبعد ثلاثة أيام من الغزو، حدد شولتز مبادئ سياسة دفاعية ألمانية جديدة في خطابه "Zeitenwende". في سبتمبر 2022، تم تدمير ثلاثة من خطوط أنابيب نورد ستريم الأربعة. وخلال الحرب على غزة، أذن بتقديم مساعدات عسكرية وطبية ألمانية كبيرة لإسرائيل، وأدان تصرفات حماس وغيرها من  الفصائل الفلسطينية المسلحة. وفي نوفمبر 2023، طالبت المحكمة الدستورية الاتحادية بتخفيضات في الميزانية بلغ مجموعها 60  مليار يورو لضمان عدم تجاوز الحكومة لحدود الديون المنصوص عليها في الدستور؛ وقد أثبت هذا أنه يمثل تحديًا كبيرًا لحكومة شولتس وساهم في احتجاجات 2023-2024.  في 6 نوفمبر 2024، انهارت أغلبية حكومته عندما أقال كريستيان ليندنر من منصب وزير المالية الاتحادي وفكك اتفاق الائتلاف. في 16 ديسمبر 2024، خسر شولتز تصويتًا على الثقة، وفي الانتخابات المبكرة التالية في 23 فبراير 2025، خسر حزبه SPD أمام حزب CDU بزعامة فريدرش ميرتس، ليحتل المركز الثالث (خلف حزب الاتحاد وحزب البديل لألمانيا) لأول مرة في تاريخ ألمانيا ما بعد الحرب.

## النشأة والتعليم
ولد أولاف شولتس في 14 يونيو 1958 في أوسنابروك، ساكسونيا السفلى، لكنه نشأ في منطقة راهلشتيدت في هامبورغ. لديه شقيقان أصغر منه، جينس شولتس، طبيب التخدير والرئيس التنفيذي للمركز الطبي الجامعي شليسفيغ هولشتاين. وإنجو شولتس، رائد أعمال تقني. التحق أولاف شولتس بمدرسة بيكاسيناو الابتدائية في أولدينفيلدي، لكنه تحول بعد ذلك إلى مدرسة جروسلوهرينغ الابتدائية في جروسلوه. تخرج في المدرسة الثانوية عام 1977 . بدأ دراسة القانون في جامعة هامبورغ عام 1978 بدورة تدريبية قانونية من مرحلة واحدة. عمل لاحقًا محامياً متخصصًا في قانون العمل والتوظيف. انضم شولز إلى الحزب الاشتراكي الديمقراطي وهو بعمر 17 عامًا.
عائلة شولتس لوثرية تقليديًا، وقد عُـمِّـد في الكنيسة الإنجيلية في ألمانيا؛ يحمل وجهات نظر علمانية إلى حد كبير وترك الكنيسة في سن الرشد، لكنه دعا إلى تقدير التراث والثقافة المسيحية للبلاد.

## حياته السياسية
كان نائباً لرئيس منظمة الشباب الاشتراكي "يوزوس"،انتُخب شولتس لأول مرة لتمثيل هامبورغ-ألتونا في البوندستاغ في عام 1998، عن عمر يناهز 40 عامًا، وشغل المقعد حتى استقال في يونيو 2001 لتولي منصب عضو مجلس الشيوخ عن داخلية هامبورغ. تحت رئاسة العمدة الأول أورتوين روند. خلال الفترة القصيرة التي قضاها في مجلس الشيوخ، وافق بشكل مثير للجدل على الاستخدام القسري للملينات لجمع الأدلة من تجار المخدرات المشتبه بهم. أعربت غرفة هامبورغ الطبية عن رفضها لهذه الممارسة بسبب المخاطر الصحية المحتملة. ترك منصبه في أكتوبر 2001، بعد هزيمة حزبه في انتخابات ولاية هامبورغ عام 2001. بعد عام واحد، انتخب مرة أخرى لعضوية البوندستاغ في الانتخابات الفيدرالية الألمانية لعام 2002.

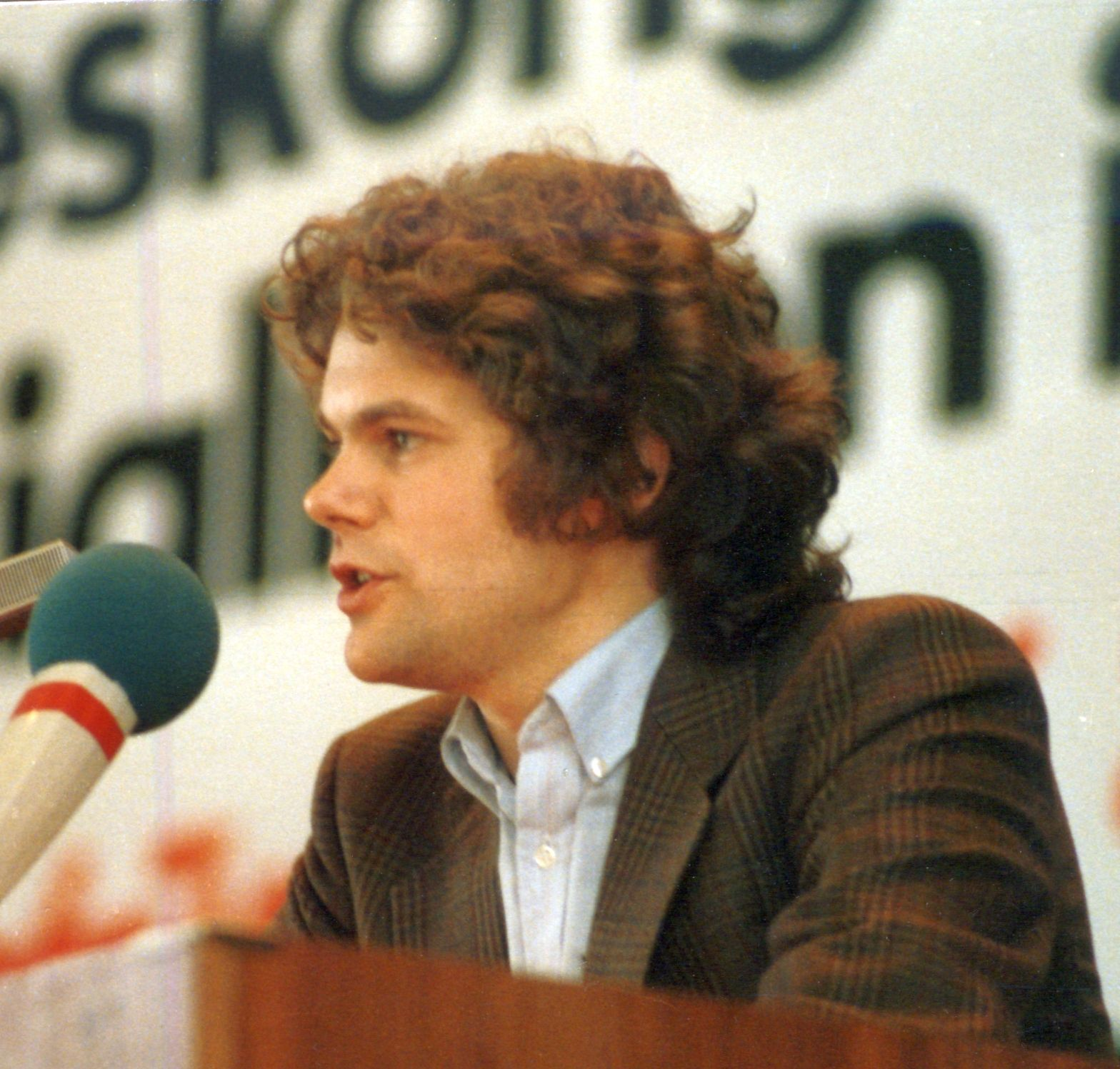
شولتس في مؤتمر الاشتراكيين الشباب في 1984

شغل في الفترة من 2002 إلى 2004، منصب الأمين العام للحزب الاشتراكي الديمقراطي؛ استقال من هذا المنصب عندما أعلن زعيم الحزب والمستشار غيرهارد شرودر، الذي واجه استياءًا داخل حزبه وأعاقته معدلات التأييد العام المنخفضة باستمرار، أنه سيتنحى عن زعامته للحزب الاشتراكي الديمقراطي.
كان شولتس واحدًا من سلسلة من السياسيين الذين أثاروا الجدل حول المعيار الصحفي الألماني بالسماح لمن أجريت معهم المقابلات بـ «الإذن» وتعديل الاقتباسات قبل النشر، بعد أن أصر فريقه الصحفي على إعادة كتابة مقابلة مع الصحيفة اليومية (Die Tageszeitung) في عام 2003. أدان المحرر باشا ميكا السلوك باعتباره «خيانة للمطالبة بحق الصحافة الحرة» ونشرت الصحيفة في نهاية المطاف المقابلة مع إجابات شولتس محجوبة.
شغل شولتس منصب المتحدث باسم الحزب الاشتراكي الديمقراطي في لجنة التحقيق التي تحقق في قضية التأشيرة الألمانية في عام 2005. بعد الانتخابات الفيدرالية في وقت لاحق من ذلك العام، شغل منصب السكرتير البرلماني الأول لمجموعة SPD Bundestag، وأصبح رئيسًا لحزب الاشتراكيين الديمقراطيين. وبهذه الصفة، عمل عن كثب مع رئيس الاتحاد الديمقراطي المسيحي، نوربرت روتغين لإدارة التحالف الكبير والدفاع عنه بقيادة المستشارة أنجيلا ميركل في البوندستاغ. كما عمل عضوًا في لجنة الرقابة البرلمانية، التي توفر الرقابة البرلمانية على أجهزة المخابرات الألمانية؛ دائرة الاستخبارات الاتحادية الالمانية وخدمة مكافحة التجسس العسكرية والمكتب الاتحادي لحماية الدستور. بالإضافة إلى ذلك، كان عضوًا في الهيئة البرلمانية المسؤولة عن تعيين القضاة في محاكم العدل العليا، وهي محكمة العدل الاتحادية (BGH)، والمحكمة الإدارية الاتحادية (BVerwG)، والمحكمة المالية الإتحادية (BFH)، ومحكمة العمل الاتحادية (BAG)، والمحكمة الاجتماعية الاتحادية (BSG).

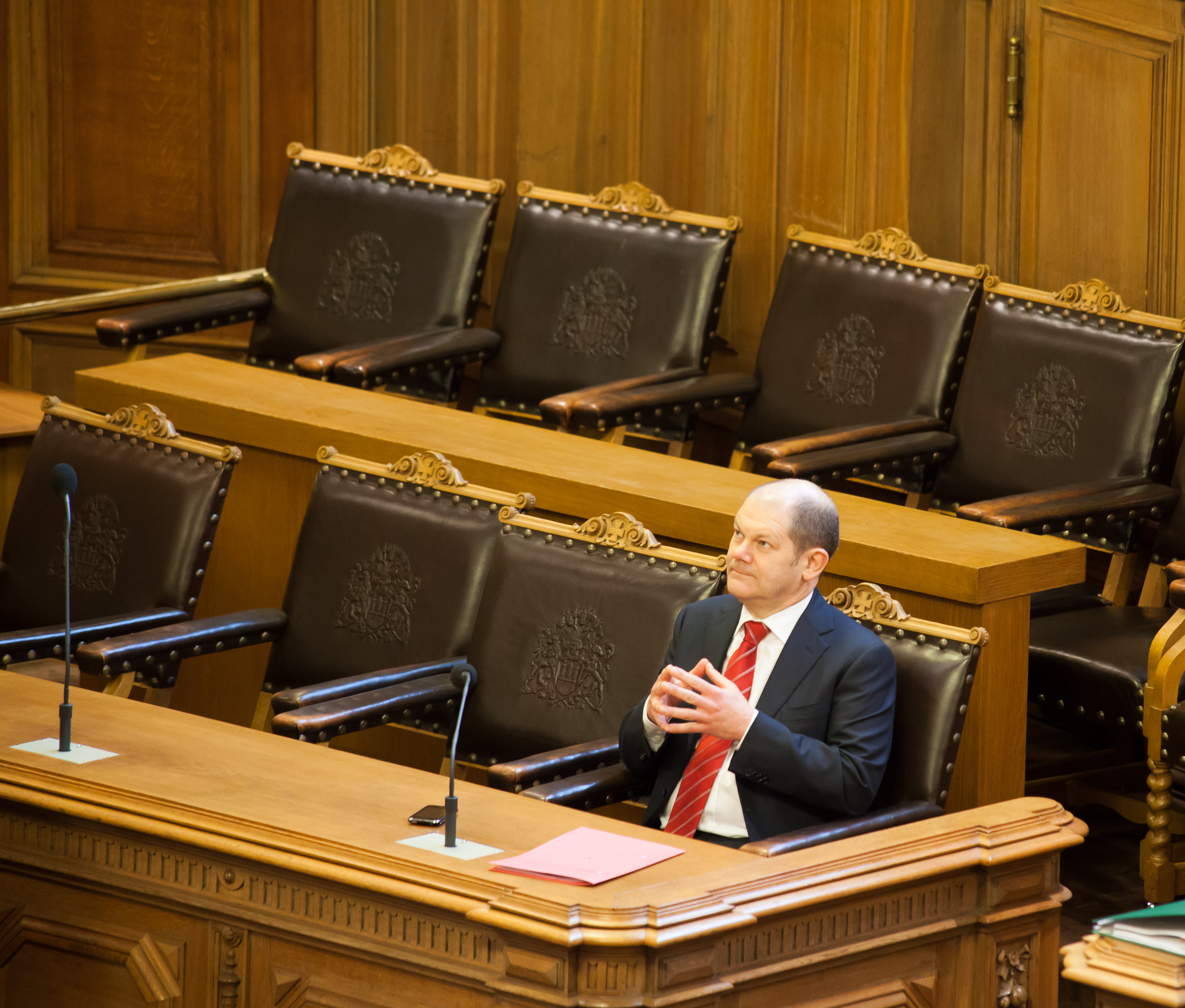
شولتس في مارس 2011

انضم شولتس في عام 2007 إلى حكومة ميركل بمنصب وزير العمل والشؤون الاجتماعية، خلفًا لفرانز مونتيفيرينج.
بعد الانتخابات الفيدرالية لعام 2009، عندما غادر الحزب الاشتراكي الديمقراطي الحكومة، انتخب شولتس نائبًا لقائد الحزب الاشتراكي الديمقراطي، ليحل محل فرانك فالتر شتاينماير. بين عامي 2009 و 2011، كان أيضًا عضوًا في فرقة العمل الخاصة بأفغانستان / باكستان التابعة لمجموعة SPD. في عام 2010، شارك في اجتماع بيلدربيرغ السنوي في سيتجيس بإسبانيا.

### عمدة هامبورغ
في عام 2011، كان شولتس مرشح الحزب الديمقراطي الاشتراكي الرئيسي في انتخابات ولاية هامبورغ، والتي فاز بها الحزب الديمقراطي الاجتماعي بنسبة 48.3 ٪ من الأصوات، حيث حصل على 62 مقعدًا من 121 مقعدًا في برلمان هامبورغ. استقال شولز من عضوية البوندستاغ في 11 مارس 2011، بعد أيام من انتخابه رسميًا رئيساً لبلدية هامبورغ؛ عينت دوروثي ستابلفيلت، وهي أيضًا ديمقراطية اجتماعية، نائبة عمدة أول.
بصفته العمدة الأول، مثل شولتس هامبورغ وألمانيا على المستوى الدولي. في 7 يونيو 2011، حضر شولتس عشاءً رسميًا أقامه الرئيس باراك أوباما تكريما للمستشارة أنجيلا ميركل في البيت الأبيض. بصفته مضيفًا لمأدبة عيد القديس ماتياس السنوية في هامبورغ للقادة المدنيين ورجال الأعمال في المدينة، فقد دعا العديد من ضيوف الشرف رفيعي المستوى إلى المدينة، بما في ذلك رئيس الوزراء جان مارك إيرولت من فرنسا (2013)، ورئيس الوزراء ديفيد كاميرون المملكة المتحدة (2016)، ورئيس الوزراء الكندي جاستن ترودو (2017). من عام 2015 حتى عام 2018، شغل أيضًا منصب مفوض جمهورية ألمانيا الاتحادية للشؤون الثقافية بموجب معاهدة التعاون الفرنسي الألماني.
في عام 2013، عارض شولتس مبادرة عامة تهدف إلى إعادة شراء كاملة لشبكات الطاقة التي باعتها مدينة هامبورغ إلى المرافق Vattenfall Europe AG و E.ON قبل عقود؛ وجادل بأن هذا من شأنه أن يثقل كاهل المدينة، التي بلغت ديونها أكثر من 20 مليار يورو في ذلك الوقت.
طُلب من شولتس المشاركة في المحادثات الاستكشافية بين أحزاب الاتحاد الديموقراطي المسيحي والاتحاد الاجتماعي المسيحي والحزب الديمقراطي الاشتراكي لتشكيل حكومة ائتلافية بعد الانتخابات الفيدرالية 2013. وفي المفاوضات اللاحقة، ترأس وفد الحزب الديمقراطي الاشتراكي في مجموعة عمل السياسة المالية. وكان الرئيس المشارك له من CDU / CSU وزير المالية فولفغانغ شوبل. إلى جانب زملائه الديموقراطيين الاجتماعيين يورغ أسموسن وتوماس أوبرمان، ورد في وسائل الإعلام أن شولتس سيكون خليفة محتملاً لشويبله في منصب وزير المالية في ذلك الوقت؛ بينما بقي شويبله في منصبه، كانت المحادثات لتشكيل ائتلاف ناجحة في نهاية المطاف.
اقترح شولتس وشويبله في أواخر عام 2014، إعادة توجيه الإيرادات من ما يسمى برسوم التضامن الإضافية على الدخل وضريبة الشركات (Solidaritätszuschlag) لدعم مدفوعات الفوائد في الولايات الفيدرالية.

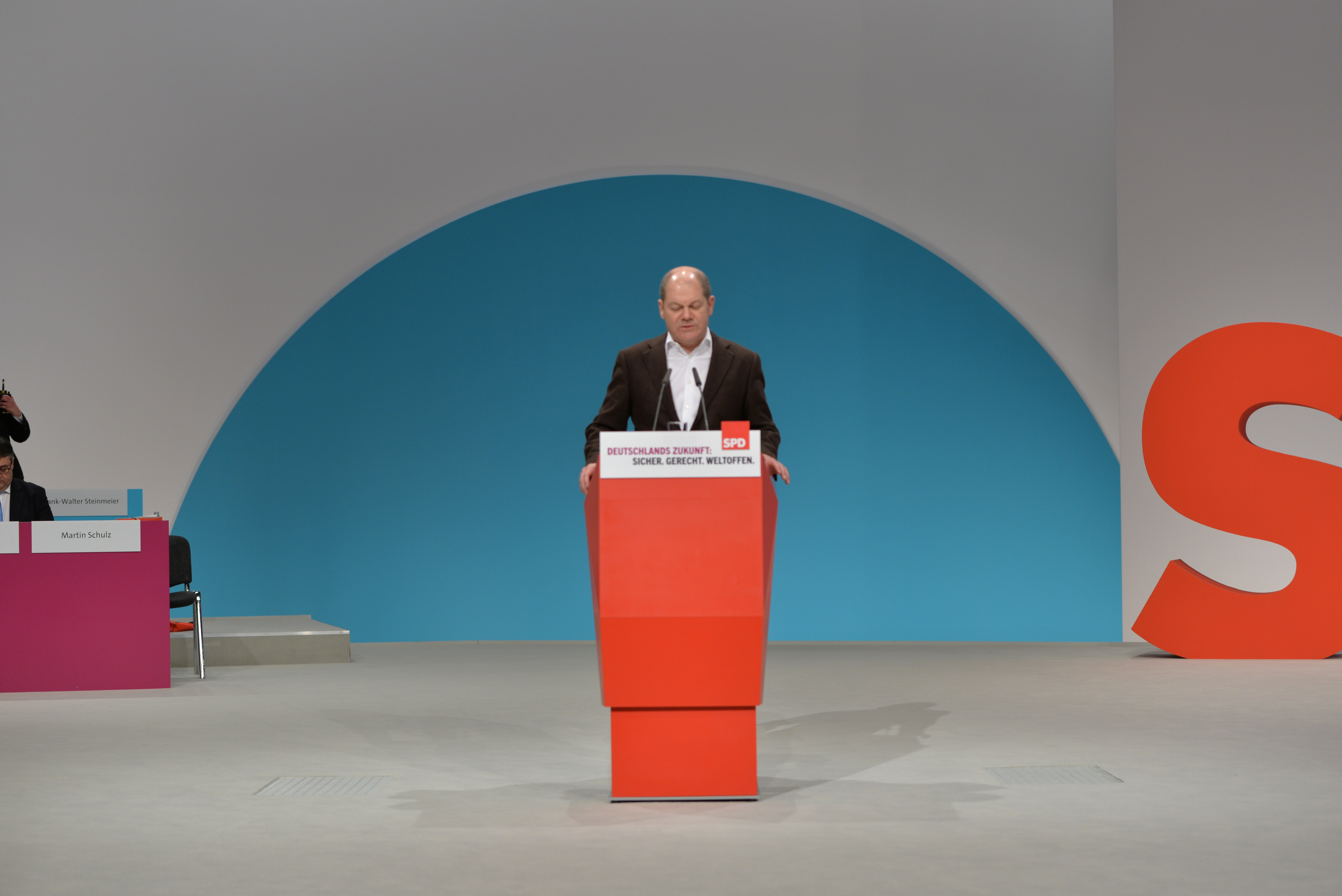
شولتس في مؤتمر الحزب الديمقراطي الاشتراكي لعام 2015

تحت قيادة شولتس ، فاز الاشتراكيون الديمقراطيون في انتخابات الولاية لعام 2015 في هامبورغ، وحصلوا على حوالي 47 في المائة من الأصوات. أدت حكومته الائتلافية مع حزب الخضر - مع زعيمة حزب الخضر كاتارينا فيجبانك منصب نائب العمدة الأول - اليمين في 15 أبريل 2015.
في عام 2015، قاد شولتس محاولة هامبورغ لاستضافة الألعاب الأولمبية الصيفية لعام 2024 بميزانية تقدر بـ 11.2 مليار يورو (12.6 مليار دولار)، متنافسة مع لوس أنجلوس وباريس وروما وبودابست. ومع ذلك، رفض مواطنو هامبورغ لاحقًا ترشيح المدينة في استفتاء، حيث صوت أكثر من نصفهم ضد المشروع. في وقت لاحق من ذلك العام، تفاوض شولز - جنبًا إلى جنب مع الوزير - الرئيس تورستن ألبيج من شليسفيغ هولشتاين - على صفقة لإعادة هيكلة الديون مع المفوضية الأوروبية سمحت للمقرض الإقليمي الألماني HSH Nordbank بتفريغ 6.2 مليار يورو من الأصول المتعثرة - بشكل أساسي قروض السفن المتعثرة. - على أصحابها الأغلبية في الحكومة وتجنب الإغلاق، مما يوفر حوالي 2500 وظيفة.
في عام 2017، تلقى شولتس انتقادات بشأن طريقة تعامله مع أعمال الشغب التي وقعت خلال قمة مجموعة العشرين في هامبورغ.

### نائب مستشار ألمانيا ووزير المالية

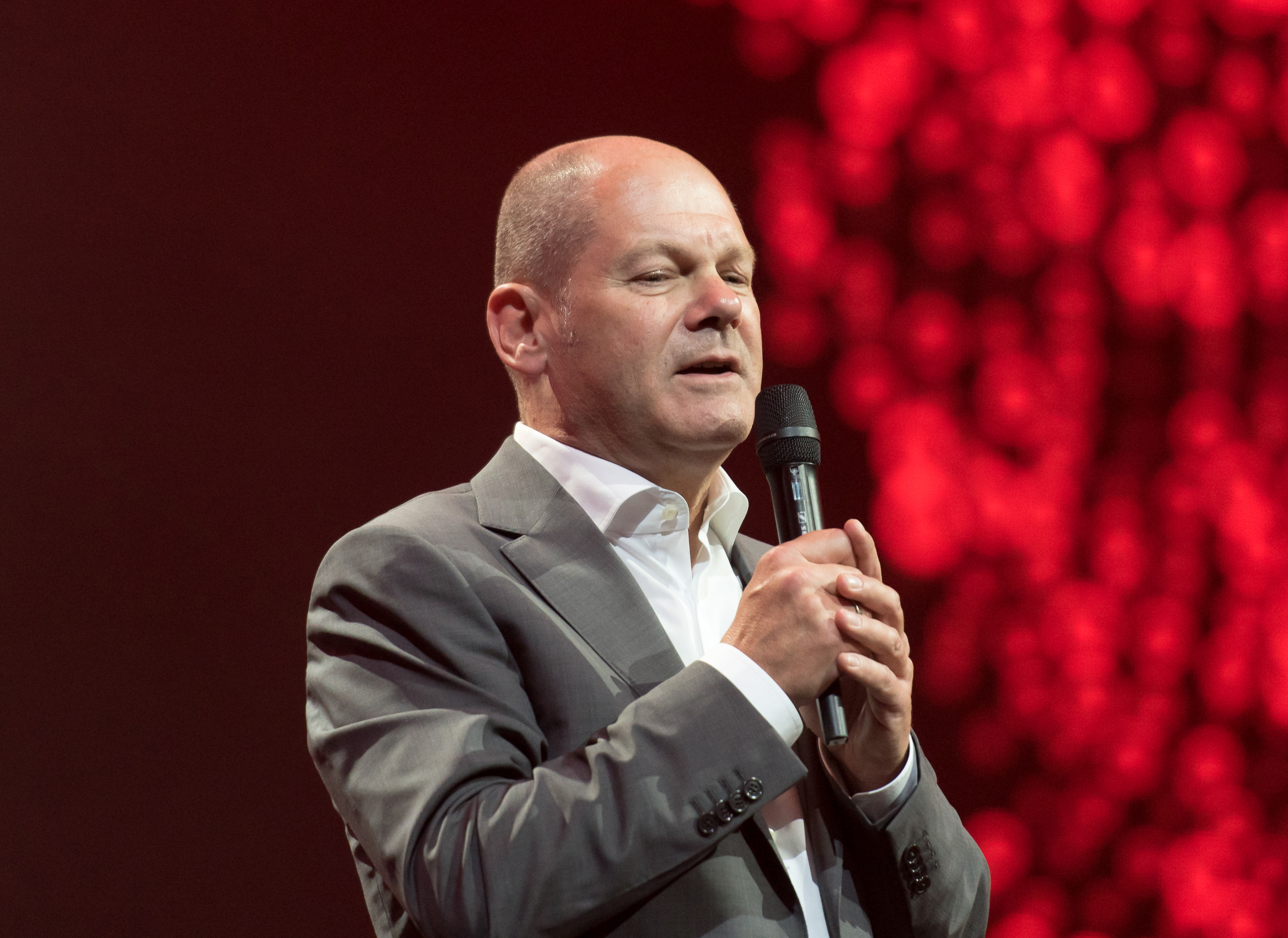
شولتس يتحدث في مهرجان المواطن العالمي 2017 في هامبورغ

بعد فترة طويلة من تشكيل الحكومة بعد الانتخابات الفيدرالية لعام 2017، والتي وافق خلالها حزب الاتحاد الديمقراطي المسيحي والاتحاد الاجتماعي المسيحي والحزب الاشتراكي الديموقراطي على الاستمرار في الائتلاف، قبلت جميع الأطراف بشولتس وزيرًا للمالية الفيدرالية. أدى شولتس اليمين إلى جانب بقية أعضاء الحكومة في 14 مارس 2018، وتولى أيضًا منصب نائب المستشار الألماني في عهد أنجيلا ميركل. خلال الأشهر الأولى من توليه المنصب، أصبح شولتس أحد السياسيين الأكثر شعبية في ألمانيا، حيث وصل إلى نسبة تأييد بلغت 50٪.
استجابةً لوباء كوفيد ١٩ في ألمانيا، صاغ شولتس سلسلة من حزم الإنقاذ غير المسبوقة لاقتصاد البلاد، بما في ذلك حزمة تحفيز بقيمة 130 مليار يورو في يونيو 2020، والتي بفضل شريان الحياة السخي للشركات والمستقلين، بالإضافة إلى قرار لإبقاء المصانع مفتوحة، وتجنب التسريح الجماعي للعمال وتجاوز الأزمة بشكل أفضل من جيران مثل إيطاليا وفرنسا. أشرف شولز أيضًا على تنفيذ الجيل القادم من الاتحاد الأوروبي، وهو صندوق التعافي الأوروبي بقيمة 750 مليار يورو لدعم الدول الأعضاء المتضررة من الوباء، بما في ذلك قرار إنفاق 90٪ من 28 مليار يورو لألمانيا على حماية المناخ والرقمنة.
قاد شولتس الجهود مع فرنسا لإدخال حد أدنى للضرائب العالمية على الشركات وقواعد ضريبية جديدة لعمالقة التكنولوجيا.
خلال فترة شولتس في منصبه، كانت وزارة المالية أحد مواضيع التحقيق البرلماني في ما يسمى بفضيحة Wirecard، والتي نفى شولتس خلالها أي مسؤولية لكنه حل محل رئيس BaFin المنظم فيليكس هوفيلد وتعهد بتعزيز الإشراف على السوق المالية.

### الانتخابات الفيدرالية لعام 2021
في 10 أغسطس 2020، وافق المدير التنفيذي للحزب الاشتراكي الديموقراطي على أن يكون شولتس مرشح الحزب لمنصب مستشار ألمانيا في الانتخابات الفيدرالية لعام 2021، وقد فاز بالمنصب حيث جاءت نتيجة التصويت لصالح شولتس بـ395 صوتًا مقابل رفض 303 أصوات وتغيّب 6 أصوات من مجموع 763 ممثلًا بالبرلمان، وتولى المنصب في 8 ديسمبر 2021. ينتمي شولتس إلى الجناح الوسطي للحزب الاشتراكي الديمقراطي، ورأى داي تاغيزيزيتونغ أن ترشيحه يشير إلى تراجع اليسار في الحزب. قاد شولتس الحزب الاشتراكي الديمقراطي إلى فوز ضئيل في الانتخابات، حيث حصل على 25.8٪ من الأصوات و 206 مقعداً في البوندستاغ.

## المستشارية
انتخب البوندستاغ شولتس مستشارًا لألمانيا في 8 ديسمبر 2021، بأغلبية 395 صوتًا مقابل 303 صوتًا ضده. وعيّن الرئيس فرانك فالتر شتاينماير حكومته الجديدة في نفس اليوم . بلغ عمر شولتس 63 عامًا، 177 يومًا عند توليه المستشارية، وبذلك هو أكبر شخص سناً أصبح مستشارًا لألمانيا منذ لودفيغ إيرهارت الذي كان يبلغ من العمر 66 عامًا و 255 يومًا عندما تولى منصبه في 17 أكتوبر 1963. وقد تسلم ديوان المستشارية في مساء نفس اليوم 8 ديسمبر من انجيلا ميركل.

## الحياة الشخصية
أولاف شولتس متزوج منذ عام 1998 من زميلته السياسية في الحزب الاشتراكي الديمقراطي بريتا إرنست. عاش الزوجان في حي ألتونا في هامبورغ قبل الانتقال إلى بوتسدام في عام 2018، ولم ينجبا أطفالًا لحد الآن.

## روابط خارجية
- أولاف شولتس على موقع IMDb (الإنجليزية)
- أولاف شولتس على موقع مونزينجر (الألمانية)
- أولاف شولتس على موقع أول موفي (الإنجليزية)
- أولاف شولتس على موقع ديسكوغز (الإنجليزية)
- أولاف شولتس على موقع قاعدة بيانات الفيلم (الإنجليزية)
- أولاف شولتس على موقع ليتربوكسد (الإنجليزية)